# Данвил (Пенсилванија)
Данвил (енгл. Danville) град је у америчкој савезној држави Пенсилванија.

## Демографија
По попису из 2010. године број становника је 4.699, што је 198 (-4,0%) становника мање него 2000. године.
| Група             | 2000.         | 2010.         |
| Белци             | 4.681 (95,6%) | 4.305 (91,6%) |
| Афроамериканци    | 38 (0,8%)     | 54 (1,1%)     |
| Азијати           | 88 (1,8%)     | 110 (2,3%)    |
| Хиспаноамериканци | 56 (1,1%)     | 172 (3,7%)    |
| Укупно            | 4.897         | 4.699         |